# DKW
DKW (Dampf-Kraft-Wagen (dansk: "Damp-Kraft-Vogn"), også Deutsche Kinder-Wagen (dansk: "Tysk Børne-Vogn"), Das-Kleine-Wunder (dansk: "Det lille vidunder") eller Des-Knaben-Wunsch (dansk: "Drengens ønske")) er et tidligere tysk varemærke, der primært blev anvendt for tyske biler og motorcykler. DKW var et af de fire selskaber, der i 1932 sluttede sig sammen i Auto Union, forløberen for det moderne Audi.
Virksomheden blev grundlagt i 1916 i byen Zschopau i Sachsen af den danske ingeniør Jørgen Skafte Rasmussen (1878−1964) for at producere udstyr til dampkedler og dampmaskiner. Samme år forsøgte Skafte Rasmussen også at producere en dampdrevet bil, kaldet DKW. Den dampdrevne bil blev ingen succes, men i 1919 producerede han en lille legetøjs to-taktsmotor, der blev solgt under navnet Des Knabens Wunsch (dansk: "Drengens Ønske"). En lettere ændret udgave af motoren blev bygget til små, og senere større, motorcykler, der blev solgt som Das Kleine Wunder (dansk: "Det Lille Vidunder"). Initialerne lagde grunden til mærket DKW. I slutningen af 1920’erne var DKW verdens største motorcykelproducent.
DKW begyndte i 1928 at fremstille biler med totaktsmotorer. Virksomheden fusionerede i 1932 med Audi, Horch og Wanderer og dannede Auto Union, der som logo havde fire ringe (en ring for hvert bilmærke). Efter afslutningen af 2. verdenskrig flyttede DKW produktionen til Vesttyskland. Den oprindelige fabrik i Sachsen blev nationaliseret og blev til motorcykelproducenten MZ. Auto Union blev i 1957 købt af Daimler-Benz, der i 1964 solgte Auto Union videre til Volkswagen Group.
Den sidste tyskbyggede bil under DKW-mærket var F102, der udgik af produktionen i 1966. Afløseren, F103 med firetaktsmotor, blev solgt under Audi-mærket. Der blev dog fortsat fremstillet biler under DKW-mærket på licens i Brasilien og i Argentina indtil 1967, respektive 1969.

## Forløberen for køretøjsproduktionen
Den danske ingeniør Jørgen Skafte Rasmussen etablerede allerede i 1902 med Carl Ernst virksomheden Rasmussen & Ernst i den tyske by Chemnitz. Firmaet producerede udstyr til dampkraftværker og til dampmaskiner. I 1906 havde Rasmussen købt Carl Ernst ud af firmaet, og han købte en tidligere klædefabrik i Zschopau i området ved Erzgebirge og flyttede året efter produktionen dertil, men beholdt salgskontoret i Chemnitz. Firmaet fremstillede en række produkter: tilbehør til dampmaskiner, husholdingsapparater og forskellige apparater til elektroterapi, og tog i 1909 navnet Rasmussen & Ernst, Zschopau-Chemnitz, Maschinen- und Armaturenfabrik, Apparatebau Anstalt, senere i 1913 ændret til Zschopauer Maschinenfabrik J. S. Rasmussen.
Udbruddet af 1. verdenskrig medførte kraftig nedgang i salget, og firmaet fik i stedet opgaver for det tyske militær og fremstillede detonatorer, og firmaet beskæftigede i 1915 480 arbejdere.
Jørgen Skafte Rasmussen begyndte allerede i 1916 at eksperimentere med fremstilling af en dampdrevet bil bestilt af militæret. Eksperimenterne med den dampdrevne bil var ikke succesfulde, og var afslutningen af krigen, var der ikke interesse for teknologien, der blev opgivet i 1921. Det lykkedes dog at sælge 10-12 dampdrevne vogne. Firmaet registrerede i 1922 varemærket DKW for DampKrafWagen.
Firmaet begyndte i 1919 at femstille en lille totaktsmotor, i første omgang i form af en fungerende legetøjsmaskine, der blev markedsført som Des-Knaben-Wunsch ("Drengens ønske"). Motorproduktionen voksede, og i 1921 ændrede Rasmussens firma navn til Zschopauer Motorenwerke J.S. Rasmussen OHG. Rasmussen fandt på at montere legetøjsmotoren som hjælpemotor på cykler og i 1922 påbegyndte firmaet salg af små knallerter under mærket DKW, nu som "Das-Kleine-Wunder" (dansk: "Det lille vidunder").
De små motorcykler blev en succes, og Zschopauer Motorenwerke J. S. Rasmussen blev hurtigt en betydende motorcykelproducent og var allerede i 1928 verdens største motorcykelproducent.
Sideløbende med motor og motorcykelproduktionen producerede Rasmussen også fra 1927 køleskabe under navnet
DKW (Das Kühl Wunder) i Scharfenstein ved Zschopau, en aktivitet, der blev drevet frem til 2. verdenskrig udenfor Auto Union-regi. Efter krigen blev fabrikken nationaliseret i DDR, hvor fabrikken fortsatte produktionen af køleskabe under mærket Foron.

## Biler fremstillet fra 1928 til 1932
Produktionen af motorcykler var vokset op igennem 1920'erne i takt med det økonomiske opsving efter krigsårene. Den stigende velstand i Weimarrepublikkens Tyskland betød en forøget efterspørgsel ikke blot efter motorcykler, men også efter personbiler. Rasmussen overtog i 1925 resterne af konkursboet efter den tyske bilproducent Slaby-Beringer-Automobilgesellschaft, og på grundlag af Slabys konstruktioner begyndte Zschopauer Motorenwerke udviklingen og produktionen af en elbil, der blev markedsført under mærket D.E.W. ("Der elektrische Wagen").
Teknologien med elbiler var imidlertid ikke tilfredsstillende, og i 1927 blev besluttet at udstyre bilen med en totakts tocylindret forbrændingsmotor, der blev brugt i produktionen af firmaets motorcykler. Bilen blev fremstillet på firmaets fabrik i Spandau-Berlin og kom på markedet i 1928 som DKW Typ P. Typ P havde baghjulstræk og selvbærende karosseri fremstillet af krydsfiner betrukket med imiteret læder og havde stive aksler med tværgående bladfjedre foran og bagpå. Typ P blev senere fremstillet også i en sportsvariant og blev fremstillet indtil 1931.
I 1928 fik den tyske bilfabrikant Audiwerke AG Zwickau økonomiske problemer, og Jørgen Skafte Rasmussen købte aktiemajoriteten i selskabet, og Rasmussens firma fik nu et yderligere anlæg til produktion af biler og motorer. Zschopauer Motorenwerke J. S. Rasmussen påbegyndte på anlægget i Zwickau fra 1931 produktionen af en ny model, DKW F1. F1 var en af de første seriefremstillede personbiler udstyret med forhjulstræk ("F" stod for "Frontwagen") og blev som de øvrige DKW-modeller drevet af en totaktsmotor. F1 var en lille simpel bil, som blev produceret i udgaver som roadster, cabriolet, sedan og limousine.
Sideløbende med opkøbet af Audi Werke udviklede Zschopauer Motorenwerke J. S. Rasmussen en ny model til til afløsning af den simple DKW P 15. Den nye model, DKW 4=8 blev udstyret med en firecylindret totakts V-motor. "4=8" skulle gøre det klart, at en firecylindret totaktsmotor svarede til en ottecylindret firetaktsmotor, da der er et arbejdsslag for hver omdrejning af krumtapakslen, mens firetaktsmotoren kun udfører ét arbejdsslag for hver anden omdrejning af krumtapakslen. Motorerne blev fremstillet på DKW's hovedfabrik i Zschopau; køretøjerne samlet på fabrikken i Berlin-Spandau. Modellen havde baghjulstræk.

## 1932-1942 Fusion til Auto Union og videreudvikling
Den økonomiske krise i 1929 ramte Tyskland hårdt, og betød en dramatisk nedgang i antallet af solgte biler. Den lille F1 var et billigt alternativ til de større modeller fra konkurrenterne, men på trods heraf fik også Zschopauer Motorenwerke J. S. Rasmussen økonomiske problemer. Efter pres fra den Sachsens statsbank lagde Jørgen Skafte Rasmussen en plan for sammenlægning af de to virksomheder, DKW med fabrikker i Zschopau og Spandau og Audi i Zwickau; en plan, der også omfattede sammenlægning med en anden kriseramt tysk bilproducent Horchwerke AG, der også havde fabrikker i Zwickau. Sachsens statsbank udpegede Dr. Richard Bruhn som sin repræsentant i planlægningen af det nye sammenlagte selskab. Fusionsplanerne blev udvidet til også at omfatte Wanderer-Werke, der havde en moderne fabrik fra 1927 i Schönau nær Chemnitz i Sachsen.
På grundlag af planerne blev Auto Union AG grundlagt i juni 1932 med tilbagevirkende kraft fra den 1. november 1931 med hovedkvarter i Chemnitz. Virksomhedens administration havde til huse i Zschopau, men blev senere flyttet til Chemnitz i 1936. De fire bilmærker DKW, Audi, Horch og Wanderer blev alle videreført som selvstændige mærker under Auto Union. Auto Unions logo blev fire ringe, der hver især repræsenterede de fire mærker, der indgik i selskabet. Sammenlægningen betød også, at Sachsens statsbank blev hovedaktionær i det fusionerede selskab, der fik Dr. Richard Bruhn som formand.
Auto Union fortsatte udviklingen af de små forhjulstrukne totaktede F-modeller, der fik navnene F2, F3 o.s.v. Auto Union blev i 1934 Tysklands næststørste bilproducent med en markedsandel på 16%, kun overgået af Opel. Langt de fleste solgte biler var DKW's F-modeller.
Jørgen Skafte Rasmussen, på hvis initiativ Auto Union var blevet dannet, , var oprindeligt medlem af Auto Unions bestyrelse. Meningsforskelle, især om Rasmussens plan om at genprivatisere de enkelte fabrikker, så snart den økonomiske situation tillod det, førte ham imidlertid til, at han blev afsat fra selskabets bestyrelse i 1934. Formanden Dr. Richard Bruhn havde i 1933 meldt sig ind i nazipartiet, og Auto Union fik indtil krigens afslutning tætte forbindelser til NSDAP.
I Danmark opnåede den danske bilhandler m.v. Christian Bohnstedt-Petersen i 1934 import af Auto Unions biler DKW-bilerne var populære i Danmark, og kort efter lod Bohnstedt-Petersen samle DKW på firmaets samlefabrik i Sundkrogsgade i København og i Hou i Vendsyssel.
F1 blev videreudviklet til nyere modeller (F2, F3 osv. til F8), der alle blev fremstillet på fabrikken i Zwickau. Sidste model, F8, blev fremstillet indtil 1942. Bilerne, der alle havde forhjulstræk blev drevet af en tværliggende tocylindret totaktsmotor. Motorernes volumen var enten 584 eller 692 cc med en angivet ydelse på 15, 18 eller 20 hk. Modellerne havde en generator, der også fungerede som starter, der var monteret direkte på krumtapakslen; et system der blev kaldt "Dynastart". Fabrikken i Zwickau producerede 218.000 DKW-biler mellem 1931 og 1942, 85% af dem den lille F-serie. De fleste biler blev afsat på hjemmemarkedet.
DKW-bilerne fremstillet på Audi-fabrikken i Zwickau blev fremstillet med forhjulstræk, hvorimod fabrikken i Spandau fremstillede biler med baghjulstræk i form af varianter af DKW Typ4=8 (bl.a. bilerne Schwebeklasse og Sonderklasse) med totakts V4-motorer med volumen på 1000 cc, og senere 1100 cc. Motorerne var udstyret med to ekstra cylindere til overdrive, så motorerne var reelt V6-motorer, der dog ikke havde tændrør på de to ekstra cylindere.
Op til krigsudbruddet i 1939 producerede DKW Typ4=8 i Spandau og F 8 i Zwickau. Produktionen af DKW personbiler ophørte i 1942. DKW havde i 1939 fremstillet en prototype med den første række-3-motor. Motoren havde et volumen på 900 cc og ydede 30 hk. Bilen kom ikke i produktion grundet krigen, men den blev efter krigen produceret på fabrikken i Zwickau i Østtyskland af Industrieverband Fahrzeugbau (IFA) som F9 (senere som Wartburg), og kort efter i Vesttyskland af Auto Union som DKW som 3=6, også kendt som F91.

## Reorganisering efter 1945
Auto Union havde sine fabrikker i Sachsen i det østlige Tyskland. Ved afslutningen af 2. verdenskrig var Tyskland blevet besat af de allierede styrker. Zwickau og den vestlige del af Sachsen var blev besat af amerikanske tropper, men da Tyskland kort efter blev opdelt i besættelseszoner, kom Auto Unions fabrikker i Sachsen ind under den sovjetiske besættelseszone.
Produktionsapparatet havde lidt stor skade under den sidste del af krigen, og dele af det ubeskadigede udstyr blev kort efter krigen fragtet til Sovjetunionen som led i krigsskadeerstatninger. Auto Unions fabrikker i Zschopau og Zwickau i Sachsen i blev grundlaget for de østtyske bilmærker Autowerke Zwickau (AWZ), Barkas, Industrieverband Fahrzeugbau (IFA) (senere Trabant og Wartburg og motorcykelmærket Motorrad- und Zweiradwerk (MZ), som alle anvendte to-taktsmotorer bygget på DKWs erfaringer.
DKW's motorer blev anvendt af Saab som model for Saabs totaktsmotor i Saab 92, der blev sendt på markedet i 1947.
I Vesttyskland blev i 1949 registreret et nyt Auto Union GmbH, der påbegyndte virksomhed om producent af reservedele, men den nye virksomhed påbegyndte hurtigt produktion af motorcyklen RT 125 og en varevogn kaldet DKW Schnellaster F800 med samme motor som F8 fra før krigen. Den første produktionslinje blev sat op i Düsseldorf.
Udover bilproduktion efter krigen fik DKW i 1952 etableret en samlefabrik i Ballincollig, County Cork i Irland, der i perioden frem til ca. 1964 fremstillede omkring 4.000 køretøjer (personbiler, varevogne, motorcykler og mejetærskere) til det irske og britiske marked.

## Biler efter 1945
DKW's første personbil efter krigen var F89, der anvendte samme karrosseri som prototypen F9, der var blevet udviklet kort før krigen og med den to-cylindrede totaktsmotor fra den sidste F8. F89 blev i 1953 afløst af F91 (DKW 3=6) med den tre-cylindrede rækkemotor, der var udviklet inden krigen. F91 var i produktion indtil 1955 og blev i 1956 afløst af den større F93.
Fra 1956 til 1958 fremstillede DKW ca. 75 eksemplarer af sportsvognen DKW Monza, der var baseret på F93. Bilen fik sit navn efter at have sat en række rekorder på Autodromo Nazionale Monza i Italien i december 1956.
Fra 1957 blev bilerne som de eneste mindre biler på markedet udstyret med en automatisk kobling. Auto Union havde dog vanskeligt ved at klare sig i konkurrencen i efterkrigstidens Tyskland, hvor General Motors' Opel, Ford og Volkswagen dominerede. Ejerne solgte i 1958 majoriteten i Auto Union til Mercedes-Benz.
Under Mercedes' ejerskab blev F93 udfaset i 1959, hvor den blev afløst af Auto-Union 1000. Disse modeller blev indtil 1963 fremstillet med en 1000 cc totaktsmotor med en 44 eller 50 hk. I denne periode blev produktionen flyttet fra Düsseldorf til Ingolstadt. Den sidste udgave af Auto-Union 1000S havde skivebremser som tilvalgsmulighed, hvilket også var avanceret for biler på den tid. Auto-Union 1000 blev også fremstillet som en sportslig 2+2 udgave (1000 SP) fra 1957 til 1964, oprindeligt som en coupé og fra 1962 også som cabriolet.
I 1959 introducerede DKW den nyudviklede modelserie Junior/F12. Serien omfattede modellerne Junior (basismodel solgt fra 1959 til 1961), Junior de Luxe (forlænget udgave, solgt fra 1961 til 1963), F11 (lidt større model)), F12 (større og kraftigere motor, solgt fra 1963 til 1965) og roadsteren F12, der blev solgt i 1964 og 1965. Junior/F12-serien blev populær og solgte godt.
DKW introducerede i 1960 en V6-motor ved at sammenbygge to trecylindrede totaktsmotorer. V6-motoren vejede kun 84 kg og havde et slagvolumen på 1000 cc, der senere blev forøget til 1300 cc, der ydede 83 hk. En udgave med 6 karburatorer ydede 130 hk. Motoren blev anvendt i DKW Munga og i enkelte eksemplarer af F102.
Den sidste bil, der blev solgt under DKW-mærket var DKW F102, der blev sat i produktion i 1964 som afløser for den aldrende og gammeldags udseende AU1000. F102 solgte imidlertid dårligt, da tiden var løbet fra totaktsmotorer. Auto Unions ejer, Daimler-Benz, besluttede at sælge Auto Union til Volkswagen. Under Volkswagens ejerskab blev F102 ombygget og givet en firtaktsmotor. Den ombyggede F102 blev markedsført under Audi-mærket som Audi F103 (og som Audi 60, Audi 75, Audi 80 og Audi 90 alt efter variant), og Auto Union opgav totaktsmotorerne og benyttede fremover Audi-mærket for sine personbiler.

## DKW i Sydamerika
I årene fra 1956 til 1967 blev der af det brasilianske firma Veículos e Máquinas Agrícolas S.A. (Vemag) samlet DKW-biler i Brasilien under DKW-licens. Vemags DKW-modeller blev solgt under navnet DKW-Vemag. Efter Volkswagens overtagelse af Auto Union og senere overtagelse af Vemag udfasede VW DKW-Vemag modellerne og omlagde produktionen i Brasilien til i stedet at fremstille Volkswagen 1600. Vemag nåede at fremstille 109.343 DKW-Vemag biler.
DKW fremstillede også biler på samlefabrik i Argentina fra 1960 til 1969 drevet af IASF S.A. (Industria Automotriz Santa Fe Sociedad Anónima) i Santa Fe-provinsen.

## Varebiler og transportkøretøjer
Fra 1949 til 1962 fremstillede DKW varebilen DKW Schnellaster. Schnellaster var sammen med DKW F89 den første bil, som DKW producerede på fabrikken i Ingolstadt i Vesttyskland. Schnellaster blev også produceret af Auto Unions datterselskab i Spanien, der fra 1963 fortsatte produktionen af en ny udgave, kaldet DKW F1000L. Under Mercedes ejerskab af Auto Union blev DKW F1000L givet en dieselmotor og blev fra 1975 herefter solgt som en Mercedes-Benz.
Auto Union byggede fra 1956 på fabrikken i Ingolstadt DKW Munga, en offroader med flere anvendelsesmuligheder. Det officielle navn var Mehrzweck Universal Geländewagen mit Allradantrieb (da.: Multifunktionel Universal terrængående køretøj med firehjulstræk). Køretøjet blev en stor succes og blev leveret til Bundeswehr og til flere andre NATO-landes militær. Køretøjet blev også leveret i en civil udgave, der også blev populær til brug indenfor skov- og landbrug og i funktioner, hvor der var behov for offroad-egenskaber. Produktionen stoppede i december 1968, efter der var bygget 46.750 eksemplarer.
- DKW F800/3 Schnellaster
- DKW Munga

## Personbiler

### Før 2. verdenskrig
- DKW Typ P (1928–1931) ≈2.000 stk.
- DKW Typ 4=8 (1929–1940) ≈24,000 stk.
- DKW F1 (1931–1932) ≈4,000 stk.
- DKW F2 (1932–1935) ≈17,000 stk.
- DKW F4 (1934–1935) ≈7,000 stk.
- DKW F5 (1935–1937) ≈60,000 stk.
- DKW F7 (1937–1938) ≈80,000 stk.
- DKW F8 (1939–1942) ≈50,000 stk.
- DKW F9 prototype (1939)

Indtil ophøret i 1942 blev fremstillet ca. 250.000 personbiler, hvoraf ca. 218.000 var de forhjulstrækne F-modeller
- 1928 DKW Typ P (P15) Roadster fra 1928
- DKW 4=8 V 1000 fra 1931
- DKW F1 fra 1931
- DKW-F1 i motorsportsudgaven Monoposto
- DKW F2
- DKW F3 fra 1933
- DKW F4 fra 1935
- DKW F5 i udgave som Luxus-Roadster
- DKW F7 Luxus (1937-38)
- DKW F8 Meisterklasse (1939–1942)
- Prototypen F9 fra 1941

### Efter 2. verdenskrig
- DKW Schnellaster van (1949–1962)
- DKW F10 (1950)
- DKW F89 (1950–1954)
- DKW 3=6 (F91/F93/F94) (1953–1959)
- DKW Monza (1956–1958)
- Auto Union 1000 (1957-1962)
- DKW Junior (F11/F12) (1959–1965)[21]
- DKW F102 (1963–1966)

- DKW F89 i stationcarudgave, Universal Meisterklasse
- DKW 3=6 modelår 1955-56
- DKW Monza
- En DKW F11 indregistreret i 1964 i Sverige
- DKW F12 Saloon (1963–1965)
- Auto Union 1000 Super P2
- DKW Junior de Luxe
- DKW F 102

## Motorcykler
Fra slutningen af 1920'erne og indtil udbruddet af 2. verdenskrig var DKW verdens største motorcykelproducent og en af pionererne indenfor fremstilling af forhjulstrukne biler med de succesfulde F-modeller, indtil Citroën i 1934 introducerede Citroen Traction Avant. Fra 1931 gik DKW ind i motorsport med sportsmodeller, og blev et af de førende mærker indenfor motorcykelsport i letvægts- og juniorklassen.
Efter krigen blev tegningerne til DKW's motorcykler konfiskeret som led i krigsskadeerstatningerne til krigens sejrherrer. Fabrikken i Sachsen blev i DDR overtaget af MZ, der videreførste DKW's 175, 250 og 350 (cc) modeller. Tegninger for RT 125 tilgik også Harley-Davidson i USA og BSA i Storbritannien. Harley-Davidsons udgave blev kendt som Hummer, og BSA brugte dem til produktion af BSA Bantam. IFA og senere MZ-models fortsatte i produktion indtil DDR's ophør i 1991.
Auto Unions produktion af motorcykler under DKW-mærket blev indstillet i 1950'erne, da økonomien i Europa blev bedre, og kunderne hellere ville have små biler.
- DKW E 206, 1927
- DKW (1939)
- DKW (1940)
- DKW RT 125 W (1950)
- DKW RT 200 (1952)
- RT 350 S, 1956
- DKW RT 175 S (1955)
- DKW Hummel
- Express T. Sport (DKW-Motor)
- DKW Motorroller Hobby fra 1954 på Deutsches Zweirad- und NSU-Museum
- DKW Super Sport 500
- DKW SS 250 fra 1938/39
- DKW RM 350 fra 1953